# Xương ức
Xương ức hoặc xương lồng ngực (tiếng Anh: sternum hoặc breastbone) là một ống xương dẹt và dài, có hình dạng giống như chiếc cà vạt nằm ở giữa ngực. Nói nối với xương sườn qua sụn, tạo nên mặt trước của lồng ngực, qua đó bảo vệ tim, phổi và mạch máu khỏi các thương tích lớn. Xương ức gồm có ba vùng chính, cán ức, thân ức, chuôi ức và mỏm kiếm. Đây là một trong những xương dẹt dài và to nhất trong cơ thể. Từ tiếng Anh của xương ức là "Sternum" bắt nguồn từ tiếng Hi Lạp στέρνον, nghĩa là ngực.

## Cấu tạo xuơng ức
Xương ức là một ống xương dẹt và dài, tạo thành phần giữa phía trước ngực. Phần trên cùng của xương ức hỗ trợ xương đòn, đồng thời xương ức kết hợp với sụn sườn trong bảy cặp xương sườn đầu tiên. Ngoài ra mặt trong của xương ức còn là sự gắn kết của các dây chằng xương ức. Xương ức gồm ba phần chính:
- Cán ức: Cán xương ức là phần rộng và dày nhất của xương ức, có hõm khớp để khớp với xương đòn, sụn sườn 1 và một phần sụn sườn 2. Các sụn sườn khác khớp với thân xương ức.
- Thân ức: Thân xương ức hai bên có diện khớp để khớp với các sụn sườn.
- Mũi ức: là phần cuối của xương ức, dẹt, mảnh, nhọn, thường cấu tạo bằng sụn.